# Batalla de San Marcial (1813)
La batalla de San Marcial se libró el 31 de agosto de 1813. El Cuarto Ejército español (de Galicia), bajo el mando del general Freire, hizo retroceder a las tropas del mariscal Soult, que había emprendido la ofensiva contra el ejército aliado hispano-luso-británico que dirigía Arthur Wellesley, duque de Wellington.

## Antecedentes
Wellington se acercó a San Sebastián tras el triunfo aliado en la  batalla de Vitoria y sitió a la ciudad, ocupada por los franceses, en julio de 1813, buscando rendir esa importante plaza fuerte. Al mismo tiempo, tras su derrota, el ejército francés se retiraba hacia el este, intentando recuperarse y cuidar los heridos de la batalla de Vitoria. San Sebastián y Pamplona se situaban a los flancos de las fuerzas de Wellington, guardando los accesos a la frontera francesa y, por tanto debían ser tomadas antes de que los aliados tratasen de internarse en territorio galo. Sin embargo, el asalto contra San Sebastián demostró que Wellington había juzgado mal la determinación de la guarnición francesa y la de su comandante, el general Rey, ya que los asaltos británicos fueron rechazados con graves pérdidas, como los 600 muertos contabilizados en el ataque del 21 de julio. Antes de que Wellington pudiera replantear sus acciones, tuvo noticias de que el mariscal Soult había reorganizado sus fuerzas y reaparecía desde el este, bastante antes de lo que Wellesley había creído posible, de modo que parte del ejército aliado levantó el asedio de San Sebastián para enfrentarse al mariscal francés.
Mientras Wellington encaraba a Soult en la campaña de los Pirineos, el general Graham mantenía el bloqueo de San Sebastián y se preparaba para comenzar el nuevo asedio el 26 de agosto. Para ello, se construyó una línea de fortificaciones ligeras para resguardarse contra los asaltos de Soult, a la par que se establecía una importante línea de defensa en las orillas del río Bidasoa. Se acrecentó la fuerza de las divisiones anglo-portuguesas en Vera, Lesaca y sobre todo Irún, con la inclusión de fuerzas de las divisiones españolas 3.ª, 5.ª y 7.ª sobre las alturas de San Marcial, que dominaban la ciudad de Irún, así como dos brigadas de la 4.ª división en reserva (que formaban parte del Cuarto Ejército español dirigido por el general Freire).
Después de cuatro semanas de recuperación, Soult había preparado una ofensiva hacia San Sebastián, concentrando sus nueve divisiones en Ainhoa, localidad del País Vasco francés a poca distancia de la frontera, para un ataque a los alrededores de San Marcial. Ni las fuerzas francesas ni las españolas tenían la moral en perfecto estado: los franceses estaban desmoralizados por las retiradas recientes, en tanto que las pobremente equipadas tropas de Freire, con dificultades de suministro, no habían disfrutado de sus raciones completas en varios días. Detrás de ellos, los ejércitos aliados estaban enfrascados en los terribles combates por San Sebastián, que les costarían 2376 muertos o heridos sólo en el día 31 de agosto.

## Batalla

La batalla de San Marcial supuso el final de la ocupación francesa en el País Vasco y Navarra, y el fin de la guerra de la Independencia española.

El plan francés era sencillo. Con tres divisiones debía atacar frontalmente la comarca del Bidasoa (Irún), mientras que otras cuatro avanzaban hacia Vera de Bidasoa en un movimiento que pretendía copar a las tropas españolas de Irún y abrir el camino de Oyarzun para aliviar así la situación de la guarnición de San Sebastián.
Envueltas por la niebla matinal, siete divisiones francesas marcharon hacia el Bidasoa el 31 de agosto, vadeando el río cubiertas por el fuego de su artillería. Las posiciones aliadas en Vera e Irún se vieron sorprendidas y sobrepasadas, pero no sin antes alertar a Freire, que dirigió sus tropas formando una línea en las alturas. Las columnas imperiales perdieron su orden cuando ascendieron sobre el difícil terreno, alcanzando las líneas de Freire como una masa confusa. Los españoles que formaban el Cuarto Ejército, o Ejército de Galicia, no satisfechos con echarlos de su tierra, habían estado persiguiéndolos por Castilla, en San Marcial les recibieron con fuego y, avanzando contra ellos a bayoneta calada, arrollaron a los hombres de Soult, empujándolos ladera abajo.
Soult recompuso las unidades a medianoche y preparó tropas de refresco para un segundo asalto contra las colinas, pero la línea de bayonetas española se mantuvo firme frente a este asalto final, batiendo nuevamente a los franceses. Impotente ante las sucesivas retiradas de sus hombres en el río Bidasoa, donde participa directamente el Tercer Cuerpo de Infantería Ligera de Guipúzcoa —uno de sus soldados datados es Pedro Antonio Goenaga, quien es condecorado por el Rey Fernando VII— Soult ordenó la retirada hacia Irún. San Sebastián cayó tras una monumental batalla ese mismo día, siendo saqueada e incendiada por los aliados anglo-portugueses, rindiéndose el castillo de la ciudad el 8 de septiembre, por lo que Soult se retiró hacia suelo francés.
El Duque de Wellington contempló la batalla desde su atalaya para luego referirse en estos términos al Ejército español y sus huestes gallegas en una arenga en el Cuartel de Lesaca, un 4 de septiembre de 1813:

«Guerreros del mundo civilizado: Aprended a serlo de los individuos del Cuarto Ejército que tengo la dicha de mandar. Cada soldado de él merece con más justo motivo el bastón que empuño. Todos somos testigos de un valor desconocido hasta ahora; del terror, la muerte. La arrogancia y serenidad, de todo disponen a su antojo. Dos divisiones fueron testigos de este combate original sin ayudarles en cosa alguna y esto por disposición mía para que se llevaran una gloria que no tiene compañera. Españoles: Dedicaos a imitar a los inimitables gallegos, distinguidos sean hasta el fin de los siglos por haber llegado en su denuedo hasta donde nunca nadie llegó. Nación española, premia la sangre vertida por tantos cides. Diez y ocho mil enemigos con una numerosa artillería desaparecieron como el humo para que no os ofendieran jamás».

## Consecuencias
La batalla de San Marcial fue muy cruenta. Entre muertos y heridos, hubo 1658 bajas en el ejército español. El ejército francés sufrió más aún, mientras que ingleses y portugueses apenas tuvieron bajas. Más allá de las bajas, la jornada de San Marcial supuso el final de la ocupación francesa de San Sebastián el 8 de septiembre y de Pamplona el 1 de noviembre, además del fin de la única fuerza temible de Soult, que "ya nunca combatiría con la acostumbrada habilidad y celo".  El posterior saqueo de la ciudad por las fuerzas anglo-lusas, y el incendio que duró varios días, terminó con la muerte de la mitad de los habitantes de la ciudad y su total destrucción. La victoria de San Marcial figura entre los triunfos más brillantes del ejército español en la guerra.